# Клінгерстаун (Пенсільванія)
Клінгерстаун (англ. Klingerstown) — переписна місцевість (CDP) в США, в окрузі Скайлкілл штату Пенсільванія. Населення — 101 особа (2020).

## Географія
Клінгерстаун розташований за координатами 40°39′32″ пн. ш. 76°41′35″ зх. д. / 40.65889° пн. ш. 76.69306° зх. д. (40.658951, -76.693142).  За даними Бюро перепису населення США в 2010 році переписна місцевість мала площу 1,27 км², уся площа — суходіл.

## Демографія
Згідно з переписом 2010 року, у переписній місцевості мешкало 127 осіб у 50 домогосподарствах у складі 30 родин. Густота населення становила 100 осіб/км².  Було 63 помешкання (50/км²).
Расовий склад населення:
| - 98,4 % — білих |

До двох чи більше рас належало 1,6 %. Частка іспаномовних становила 0,0 % від усіх жителів.
За віковим діапазоном населення розподілялося таким чином: 30,7 % — особи молодші 18 років, 50,4 % — особи у віці 18—64 років, 18,9 % — особи у віці 65 років та старші. Медіана віку мешканця становила 36,5 року. На 100 осіб жіночої статі у переписній місцевості припадало 111,7 чоловіків;  на 100 жінок у віці від 18 років та старших — 100,0 чоловіків також старших 18 років.
Середній дохід на одне домашнє господарство  становив 50 031 долар США (медіана — 45 208), а середній дохід на одну сім'ю — 41 460 доларів (медіана — 31 250). Медіана доходів становила 34 375 доларів для чоловіків та 26 250 доларів для жінок. 
Цивільне працевлаштоване населення становило 32 особи. Основні галузі зайнятості: будівництво — 31,3 %, виробництво — 21,9 %, публічна адміністрація — 12,5 %, мистецтво, розваги та відпочинок — 12,5 %.